# Anglais irlandais
Cet article concerne la variété linguistique. Pour la population, voir Anglo-Irlandais.
L'anglais irlandais (Hiberno-English ou Irish English) est une variation régionale de l'anglais qui est parlée en Irlande.  L'orthographe est plus ou moins identique à celle de l'anglais britannique. Cependant, il peut y avoir de grandes différences au niveau du vocabulaire et des expressions journalières.

## Phonologie

### Voyelles
- /ʌ/, comme dans "cut" ou "run", est centralisé et plus arrondi.
- "any" et "many" riment avec "nanny" [æ].
- /eɪ/, comme dans "rain" et "bay", devient [eː] ou parfois /ɛ/ comme dans "gave" ou "came"
- La distinction entre /ɔːr/ et /oʊr/ est maintenue, et "horse" et "hoarse" se prononcent donc différemment.

### Consonnes
- /ð/ et /θ/ se prononcent souvent [d] et [t], respectivement.
- /t/, en fin de mot ou entre deux voyelles, est souvent battue.
- /l/ n'est pas vélarisé (contrairement à l'anglais américain).
- La lettre "r" est toujours prononcée (le rhotacisme existe, contrairement à la Received Pronunciation), très souvent comme ɻ.